# Carapa guianensis
Carapa guianensis là một loài thực vật có hoa trong họ Meliaceae. Loài này được Aubl. mô tả khoa học đầu tiên năm 1775.

## Hình ảnh

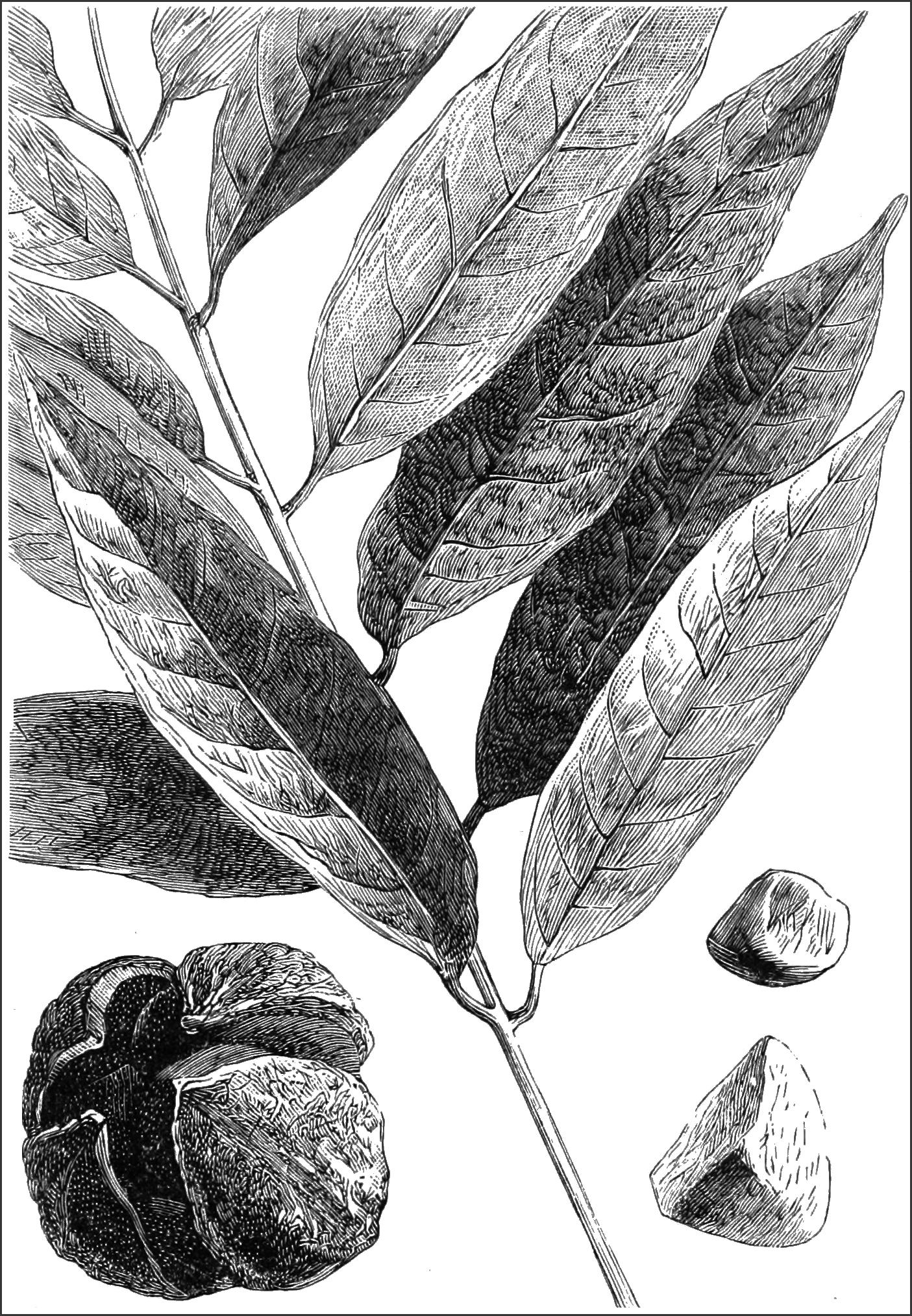
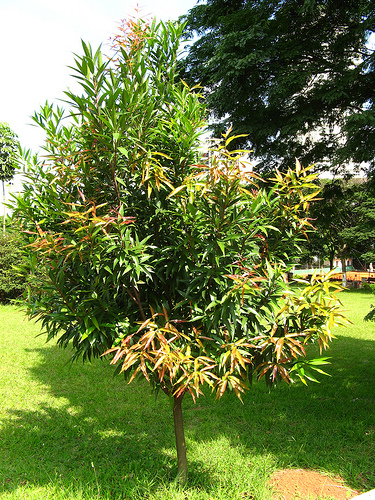
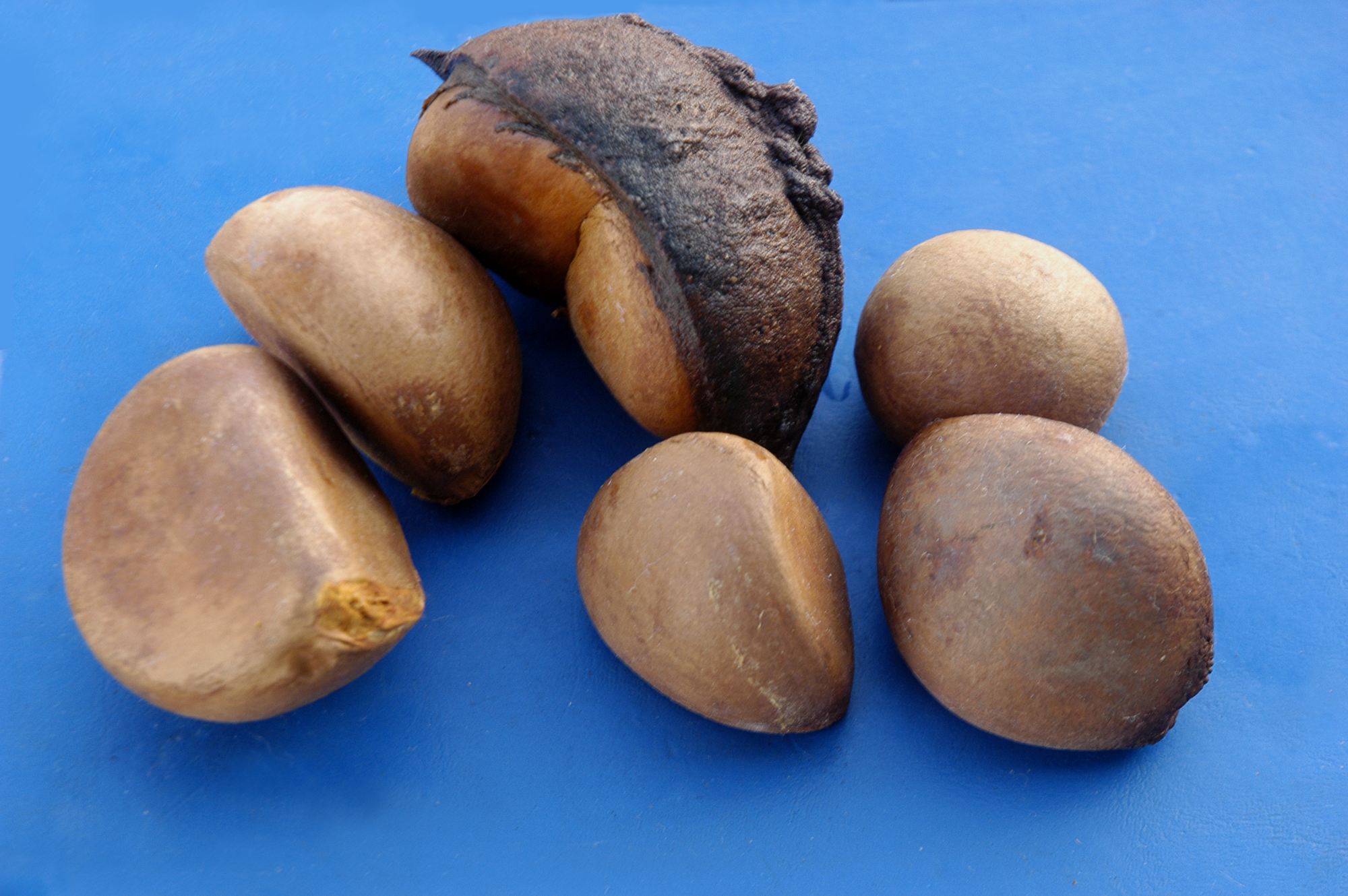